# Кльонов Павло Микитович
Кльонов Павло Микитович (нар. 20 вересня 1924, Луганськ — пом. 20 вересня 2014, Луганськ) — український актор театру, режисер-постановник. Народний артист УРСР з 1973 року.

## Біографія
Народився 20 вересня 1924 року в Луганську. Закінчив театральну студію при Ростовському театрі імені Максима Горького. Пропрацювавши у Ростові на Дону, його життя закинуло на крайній схід СРСР до Південно-Сахалінського драматичного театру Радянської Армії. Але Павла Кльонова потягнуло на рідні землі й він повернувся — Театр комедії (Ростов-на Дону), Театр ім. Ленінського Комсомолу (Ростов-на Дону), Донецький обласний російський драматичний театр — на їх підмостках виступав актор Павло Кльонов. З 1963 року творче життя актора пов'язане з Луганським обласним російським драматичним театром.

## Творчий доробок
За півстоліття роботи в театрах Кльонов Павло Микитович зіграв близько 200 ролей. Відомий також як режисер-постановник, здійснивши постановку майже 30 вистав, у тому числі:
- «Останній строк» В. Распутіна,
- «Три дружини досконалості» А. Касона,
- «Осінні скрипки» І. Сургучова

Автор музики до 30 вистав, сам виконує пісні.